# Coalition pour les femmes dans le journalisme
La Coalition pour les femmes dans le journalisme ou Coalition For Women In Journalism (CFWIJ) est une organisation à but non lucratif basée à New York, et fondée en 2017. Elle est soutenue par Craig Newmark Philanthropies.

## Historique
La Coalition For Women In Journalism, également connue sous le nom de The Coalition ou CFWIJ, est une organisation de soutien aux femmes journalistes dans le monde entier. Elle est fondée par la journaliste indépendante pakistanaise Kiran Nazish en mars 2017, en tant qu'organisation pro bono, puis devient une organisation non gouvernementale (ONG) à partir de 2018.
Kiran Nazish est soutenue dans cette démarche par un réseau de journalistes issus de différents pays : "Au lieu de nous faire concurrence dans un environnement créé et dominé par les hommes, nous voulons donner du pouvoir aux femmes en les rendant autonomes les unes par rapport aux autres". L'organisation étend peu à peu son réseau de soutien aux femmes reporters et correspondantes travaillant dans le monde entier. Après son lancement, le CFWIJ devient la première organisation à but non lucratif à offrir un mentorat à des femmes journalistes en milieu de carrière, originaires de pays occidentaux et non occidentaux,. La section pakistanaise de l'organisation est créée en 2018 avec des femmes journalistes réputées dans le secteur.

## Programme de mentorat
Dans le cadre de son programme de mentorat, la Coalition accompagne des dizaines de femmes journalistes à travers le monde. Ses mentors sont répartis en trois catégories : les mentors mondiaux, les mentors basés dans les sections (Mexique / Amérique latine et Asie) et les alliés de #HEFORSHE, une campagne de solidarité pour l'égalité des sexes lancée par l'ONU Femmes,.

## Travail de sensibilisation
Le travail de plaidoyer de la Coalition consiste à se mobiliser pour la sécurité et l'égalité des femmes journalistes, sur le terrain et en dehors. Elle est reconnue pour se concentrer sur des affaires qui échappent parfois au circuit de l'information classique. En novembre 2018, l'organisation organise une table ronde #HearMeToo au Pakistan, afin de mettre en avant les manques et différences de traitement des rédactions et du système de l’information auxquelles les femmes journalistes doivent faire face,.
En 2019, la CFWIJ mobilise des délégations pour travailler sur différentes questions liées aux femmes journalistes. Une réunion a lieu au Pakistan en juillet 2019 avec la ministre des droits de l'homme Shireen Mazari, au cours de laquelle le gouvernement prend pour la première fois dans l'histoire du pays, une position claire contre le harcèlement des femmes journalistes,. Parallèlement, l'organisation conduit une autre délégation à la médiatrice fédérale pour le harcèlement, Kashmala Tariq, qui accepte une collaboration pour aider à construire un environnement de travail sans harcèlement pour les femmes journalistes.
Vers la fin de l'année 2019, la coalition organise une série d'événements en Turquie, et notamment des entretiens et des délégations, axés sur la sécurité des femmes journalistes. Des membres de l'organisation, dont la directrice et fondatrice Kiran Nazish, ont également mené une délégation auprès de responsables gouvernementaux de la branche féminine du parti républicain du peuple (CHP), et participé à une discussion sur la promotion de la sécurité des femmes journalistes en collaboration avec l'Union des journalistes de Turquie (TGS).
En octobre 2019, la CFWIJ organise un certain nombre d'entretiens et de discussions lors du festival FELICH au Mexique.

## L'application JSafe
En février 2020, le CFWIJ débute les tests d'une nouvelle application de sécurité et de documentation pour les journalistes, appelée JSafe app. Celle-ci est développée en collaboration avec l'Institut de journalisme Reynolds de l'Université du Missouri.
L'application s'inscrit dans le cadre des efforts de plaidoyer du CFWIJ pour rendre le journalisme plus sûr pour les femmes journalistes. Elle aide les journalistes, en particulier les femmes, à signaler les menaces, les attaques et les abus auxquels elles sont confrontées dans le cadre de leur travail. Les journalistes peuvent demander un suivi, de l'aide ou chercher de l'aide par le biais de l'application, qui est fournie par le CFWIJ,. 